# 강구국민학교 직천분교
강구국민학교 직천분교는 대한민국 경상북도 영덕군에 있었던 공립 초등학교이다.

## 학교 연혁
- 1961년 5월 7일 강구국민학교 직천분교 개교
- 일자미상 직천국민학교 승격 분리
- 1988년 3월 1일 강구국민학교 직천분교장 격하 편입
- 1995년 3월 1일 폐교 및 강구국민학교 통폐합

## 참고 자료
- 강구국민학교직천분교장 - 한국교육학술정보원 학교알리미